# 277 Park Avenue
277 Park Avenue je mrakodrap ve městě New York stojící na manhattanské ulici Park Avenue. Má 50 pater a střechu ve výšce 209 metrů, ale nejvyšší bod je vrchol antény, který je ve výšce 222 m (tento údaj se nepočítá, protože anténa byla instalována až po dokončení budovy). Postaven byl v roce 1963, ale slavnostní otevření proběhlo 13. července 1964. Budova byla navržena architektonickým studiem Emery Roth & Sons. V budově momentálně sídlí firma JPMorgan Chase.